# Georg Richmann
Georg Wilhelm Richmann (22. července 1711 – 6. srpna 1753) byl baltský německý fyzik. Prokázal, že bouřkové mraky obsahují elektrický náboj.

## Život
Narodil se v Pernau (dnes Pärnu, Estonsko) ve švédském Livonsku, které se v roce 1721 stalo součástí ruské říše v důsledku Velké severní války (1700–1721). Jeho otec zemřel na mor, předtím než se Georg narodil, a jeho matka se znovu provdala. V mládí studoval v Revalu (dnešní Tallinn, Estonsko), později studoval v Německu na univerzitách v Halle a Jeně.
V roce 1741 byl zvolen členem Petrohradské akademie věd. Vykonal průkopnickou práci v oblasti elektřiny a atmosférické elektřiny, a také pracoval na kalorimetrii, přičemž spolupracoval s Michailem Lomonosovem. Richmann také pracoval jako vychovatel dětí hraběte Andreje Ostermanna. V roce 1741 přeložil Popeho Essay on Man z francouzštiny do němčiny.
Byl zabit v Petrohradu při snaze kvantifikovat reakce izolované tyče na nedalekou bouři. Účastnil se zasedání akademie věd, když uslyšel hrom. Běžel domů se svým rytcem zachytit událost pro příští generace. Když byl experiment v plném proudu, objevil se kulový blesk a srazil se s jeho hlavou, což Richmanna zabilo. Mrtvému zůstala červená skvrna na čele, jeho boty byly otevřeny a části jeho oblečení ožehnuty. Následoval výbuch podobný explozi malého děla, který srazil rytce, rozbil rám dveří, a vytrhl dveře z pantů.
Údajný kulový blesk cestoval podél aparátu a byl příčinou jeho smrti. Richmann byl zřejmě první člověk v historii, který zahynul při provádění elektrických experimentů.
Po zprávě o jeho smrti Prokop Diviš sepsal a v říjnu 1753 poslal do Petrohradu Akademii věd pojednání o svádění elektrických výbojů z mračen do země; utvrdilo ho to i v záměru postavit meteorologický stroj.